# تراموا بارسلون
تراموا بارسلون (انگلیسی: Trams in Barcelona) سیستم تراموا در شهر بارسلون، اسپانیا است.
این تراموا که در سال ۱۸۷۲ تأسیس شده دارای ۷ خط، ۵۵ ایستگاه و ۲۹٬۲ کیلومتر طول می‌باشد.

## نگارخانه

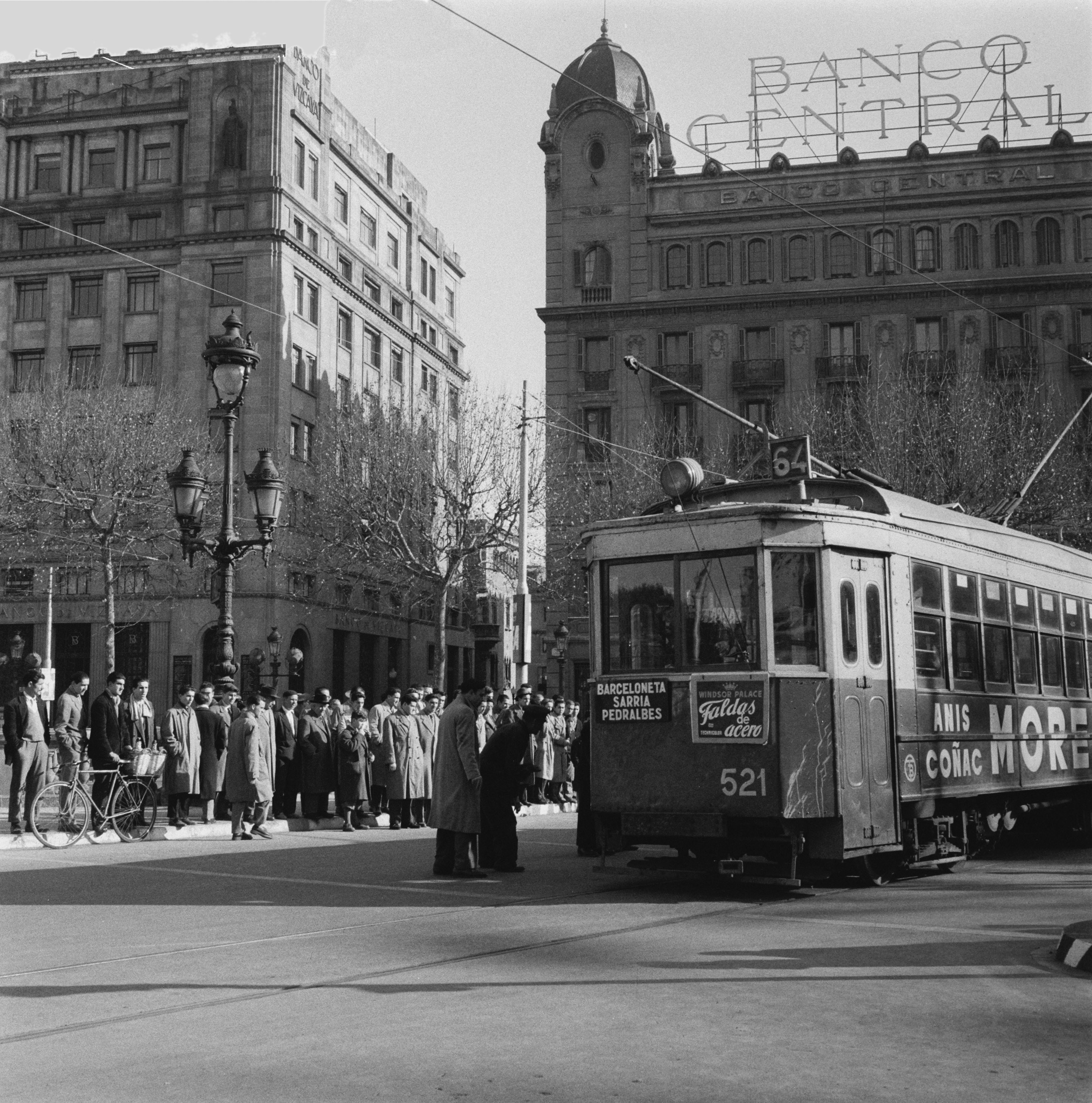
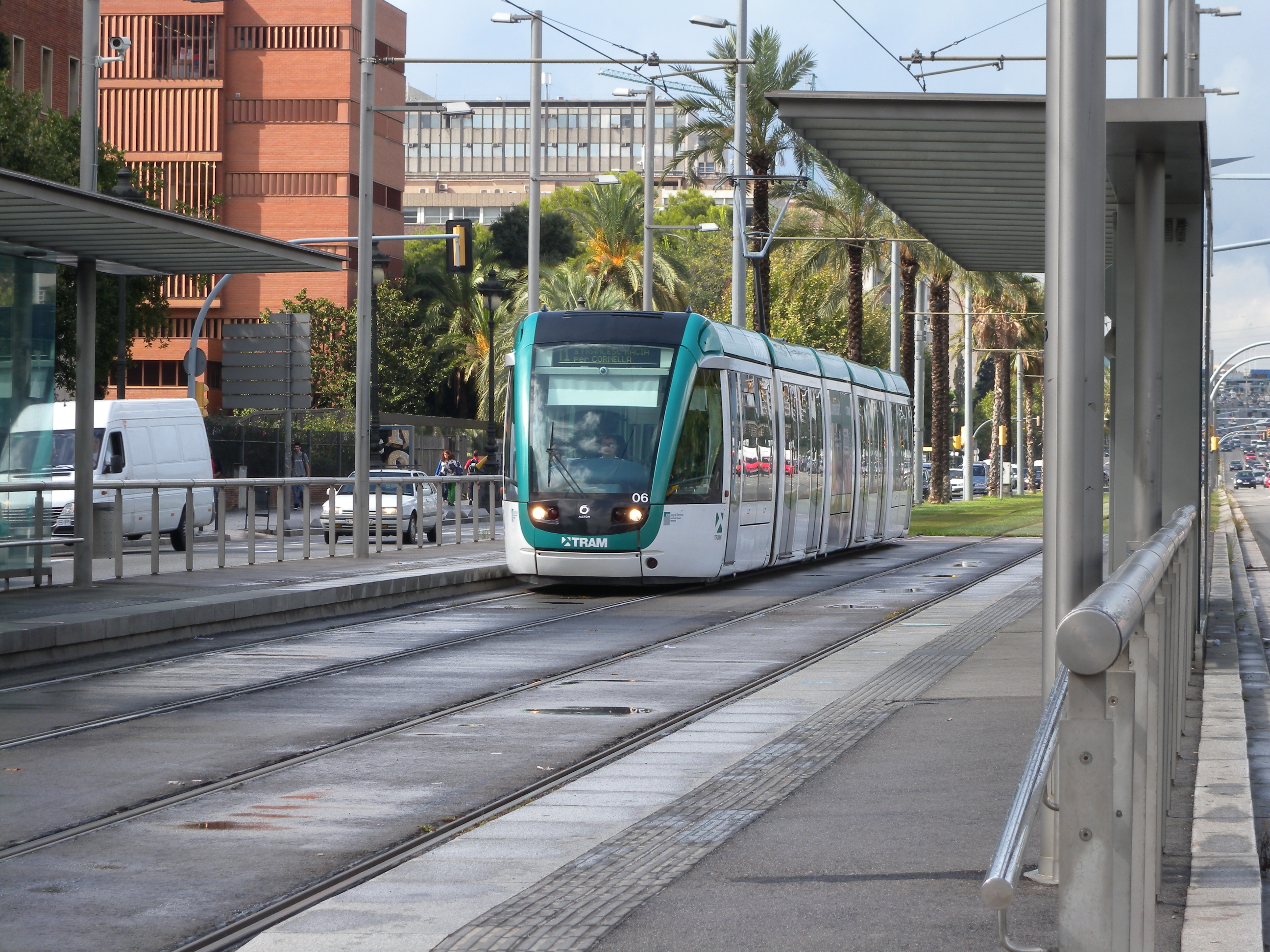
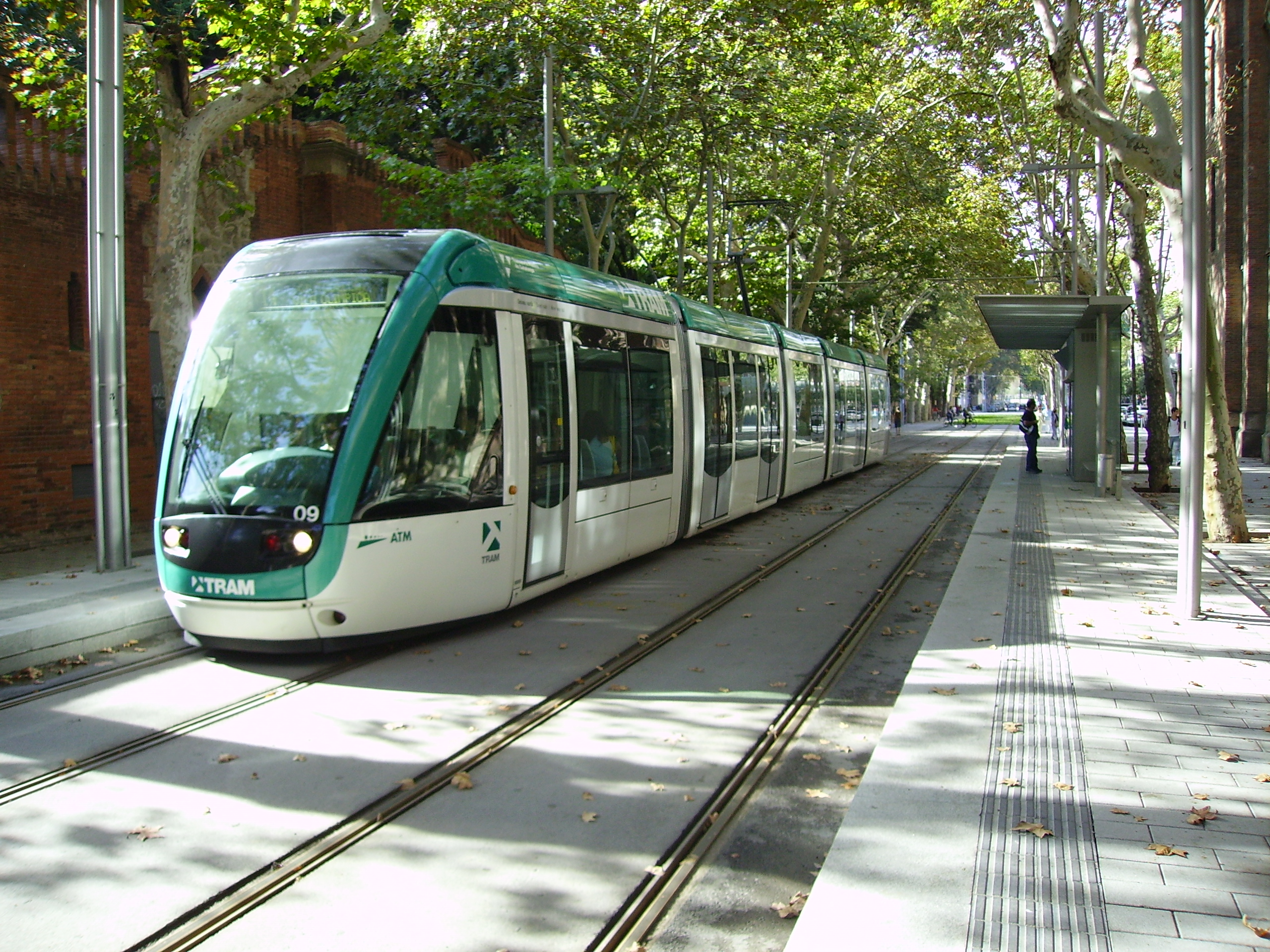
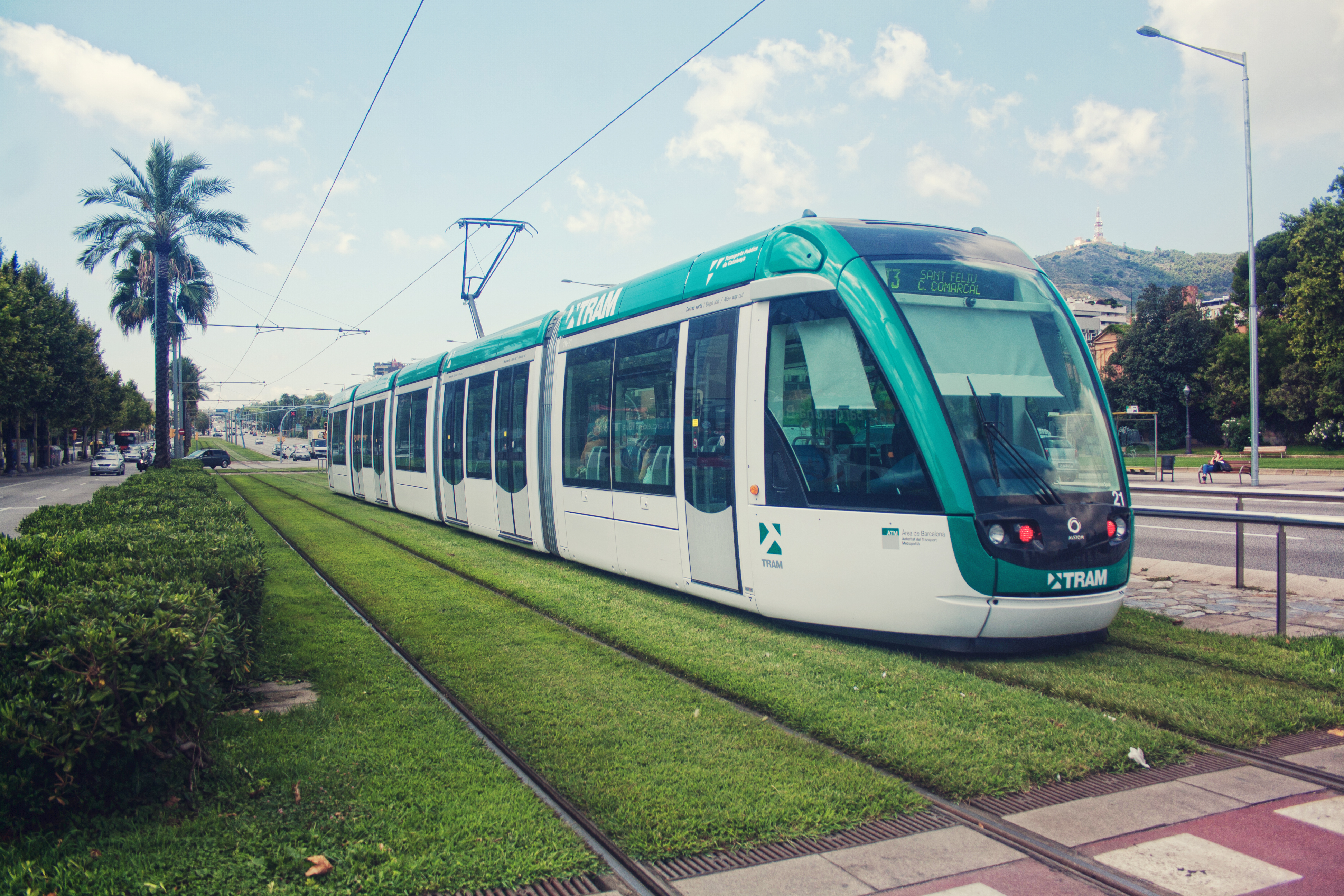